# Digitale Kommunikation
Die digitale Kommunikation ist ein mehrdeutiger Begriff. Während man in der Kommunikationswissenschaft die digitale Kommunikation als eine von zwei Kommunikationsarten versteht (nach Paul Watzlawick et al.), wird sie im Bezug auf Kommunikationsmedien als jene Form verstanden, welche Kommunikation mit Hilfe digitaler Medien ermöglicht, z. B. über das Internet. Des Weiteren versteht man unter digitaler Kommunikation ebenfalls den Austausch digitaler Daten über definierte Netzwerkprotokolle (z. B. in der Medizin).
Da digitale Kommunikation im Gegensatz zu anderen Kommunikationsformen einige Besonderheiten und Unterschiede aufweist, stellt sie ein eigenes Forschungsfeld dar, das an der Schnittstelle zwischen Informatik und Kommunikationswissenschaft liegt.

## Forschungsschwerpunkte
Im Rahmen der Forschung zu digitaler Kommunikation stellen die folgenden Aspekte wichtige Schwerpunkte dar:
- Mensch-Maschine-Kommunikation: Sie beschäftigt sich mit der Frage, inwieweit sich menschliche Kommunikation automatisieren lässt und wie die Schnittstellen zwischen Technik und Mensch optimalerweise gestaltet werden sollten.
- Computervermittelte Kommunikation: Sie beschäftigt sich mit der Wechselwirkung, die zwischen den Kommunikationsmedien und ihren Nutzern auftreten.
  - Netzbasierte Kommunikation: Methoden mit Hilfe derer Menschen über Computernetzwerke kommunizieren.
- Kommunikationstechnik: Sie beschäftigt sich mit der technischen Gestaltung von Kommunikationsmedien.
- Wirtschaftsinformatik: Sie beschäftigt sich mit der Ausgestaltung der Digitalisierung in betrieblichen Prozessen und deren ökonomischen Wirkung

## Analoge und digitale zwischenmenschliche Kommunikation
Paul Watzlawick stellt als „metakommunikatives Axiom“ auf:
„Menschliche Kommunikation bedient sich digitaler und analoger Modalitäten. Digitale Kommunikationen haben eine komplexe und vielseitige logische Syntax, aber eine auf dem Gebiet der Beziehungen unzulängliche Semantik. Analoge Kommunikationen dagegen besitzen dieses semantische Potenzial, ermangeln aber der für eindeutige Kommunikationen erforderlichen Syntax.“
Dies bedeutet zum Beispiel, dass die Kommunikation mittels einer gezeichneten Katze eine rein analoge Kommunikation verkörpert. Das Kommunizieren mittels Wörtern, welche durch Ziffern einen Begriff darstellen, verkörpert die digitale Kommunikation. Im Beispiel der Katze ergeben die Ziffern K-a-t-z-e einen Begriff, welcher dann in den Köpfen der Kommunikationsteilnehmer das Abbild des Tieres hervorrufen. Dabei hat der Begriff „Katze“ nichts wirklich Katzenhaftes, genauso wenig wie der Begriff des „Flugzeuges“ etwas Fliegendes besitzt.

## Gesellschaftliche Auswirkungen
Die Digitalisierung hat in der Menschheitsgeschichte – nach der Entwicklung der Sprache, der Schrift, des Telefons und der Telefax-Technik – zu einer starken Zunahme der ausgetauschten Nachrichten geführt. Ein Beispiel dafür stellen die Sozialen Medien dar. Die Beschleunigung der Kommunikation und die sich daraus ergebenden ständigen Unterbrechungen führen, so eine Studie der University of California in Irvine, zu einem stark fragmentierten Arbeitsalltag und zu ständiger Arbeit an mehreren Projekten zugleich, mit negativen Auswirkungen auf die Priorisierung von Aufgaben und die Unternehmensproduktivität.